# Gompo Tashi Andrugtsang
 (juillet 2010).
Si vous disposez d'ouvrages ou d'articles de référence ou si vous connaissez des sites web de qualité traitant du thème abordé ici, merci de compléter l'article en donnant les références utiles à sa vérifiabilité et en les liant à la section « Notes et références ».
Gompo Tashi Andrugtsang aussi appelé Adruk Gompo Tashi (tibétain : ཨ་འབྲུག་མགོན་པོ་བཀྲ་ཤིས།, Wylie : a 'brug mgon po bkra shis), né en 1905 et mort le 27 septembre 1964 à Darjeeling, est un homme d'affaires tibétain prospère, avant l'invasion chinoise du Tibet en 1950. Il fut à l'origine de la création d'un mouvement de résistance dénommé "Quatre fleuves, six montagnes" ou Chushi Gangdruk en tibétain qui se placera sous les ordres de son fondateur Gompo Tashi le 16 juin 1958, avec la formation de l'Armée nationale volontaire de défense (ANVD). Il est mort en 1964 des suites de ses blessures.

## Contexte de la résistance
Le 7 octobre 1950, l'armée de la République populaire de Chine entre au Tibet sur trois fronts. Sur le front du Xinjiang, l’armée pénètre l’ouest du Tibet par la province de Ngari, sur le front de l’Amdo et enfin sur le front du Kham. Les 5 000 hommes de l’armée tibétaine ne peuvent tenir bien longtemps, mais un mouvement de résistance tibétain se développe dans le Kham et l’Amdo. Les réformes du régime communiste de Mao Tse-tung incluant la collectivisation des terres ne sont pas acceptées par les propriétaires et une partie significative de la population tibétaine de ces régions. En 1956 débute à Litang une révolte des Tibétains, qui s'étend la même année à l’ensemble du Kham, puis en 1957 et 1958 à l’Amdo, et en 1958 et 1959 à Ü-Tsang, pour atteindre Lhassa et culminer dans la révolte de 1959 et l’exil du 14e Dalaï Lama.
À cette époque, Gompo Tashi Andrugtsang, par ses agents commerciaux à Kalimpong, contacte Gyalo Dhondup. Ce dernier a alors obtenu de l'aide de Taïwan qui parachute des armes et de l'approvisionnement aux troupes de la guérilla du Tibet oriental. Il est ensuite contacté par la CIA qui lui suggère de contacter directement les États-Unis, les requêtes taïwanaises y étant transmises. À la suite de ce contact, Gompo Tashi sélectionne 6 Khampas pour qu'ils soient formés par les Américains avant d'être parachutés au Tibet. Wangdu Gyatotsang, neveu de Gompo Tashi, est l'un d'entre eux.

## La rébellion dans le Kham (1957-1958)
La résistance tibétaine est  vive dans l'est du pays. L'armée chinoise subit de lourdes pertes. Les combattants Khampas sont particulièrement mobiles grâce à leurs chevaux. Après des raids meurtriers pour leur adversaires ils se mettent à l'abri dans les montagnes où les Chinois n'osent s'aventurer. Mais la population tibétaine doit fuir les zones de combat et se réfugier dans des secteurs désertiques, beaucoup y perdront la vie.
Mais cette résistance est déconnectée du pouvoir de Lhassa, qui reste passif devant l'envahisseur chinois. Les résistants, forts de 80 000 combattants, décident d'envahir le Tibet central afin de prendre le pouvoir et d'unir le peuple tibétain et ainsi de forcer à la négociation le pouvoir Chinois. Toutefois les Khampas ne remettent pas en cause le Dalaï-lama.

## L'extension de la rébellion
Sous prétexte d'offrir au dieu-roi un trône en or, des collectes sont organisées, l'argent est utilisé pour organiser la rébellion et acheter des armes. Les Khampas attaquent les troupes chinoises. La région du Lhoka, au sud du fleuve Brahmapoutre et proche du Népal, tombe aux mains de la résistance.
Gompo Tashi et ses soldats rentrent clandestinement à Lhassa pour rencontrer le dalaï-lama.
Michael Harris Goodman rapporte qu'en janvier 1958, Gompo Tashi avait organisé une rencontre entre 2 Khampas parachutés par la CIA dans le sud du Tibet, et Phala, le chambellan du dalaï-lama, rencontre où les résistants demandèrent l'aide du gouvernement tibétain. Phala expliqua que cela était hors de question, car le Khashag était divisé sur l'action appropriée à suivre, et en raison de la certitude qu'un ou plusieurs membres du Khashag rapporteraient cette demande aux autorités chinoises. De plus, le dalaï-lama restait très opposé à une résistance armée contre l'occupation militaire chinoise. Gompo Tashi rapporta la réponse négative à la CIA et demanda si la résistance tibétaine pouvait recevoir l'aide américaine. La CIA fit savoir à Gompo Tashi que l'aide ne serait accordée que si le gouvernement tibétain en faisait directement la demande.
Les chefs de la CIA ayant compris qu'aucune demande du gouvernement tibétain ne leur parviendrait, c'est aux alentours de février 1959 qu'ils décidèrent d'effectuer une première livraison d'armes au Tibet, qui devait s'avérer aussi la dernière.

## Nomination commedzasak
La biographie de Gompo Andrugtsang, publiée par le Bureau d'information et de publicité du dalaï-lama en 1973, cite la lettre que le dalaï-lama lui envoya fin mars début avril 1959 (date du soulèvement tibétain de 1959), depuis le Dzong de Lhuntsé, pour lui annoncer sa nomination en tant que général :
« Vous avez mené les forces du Chushi Gandrug avec une détermination inébranlable afin de résister à l'armée d'occupation chinoise dans la défense de la grande cause nationale de la liberté du Tibet. Je vous confère le rang de 'dzasak' (le grade militaire le plus élevé, équivalent à général) en reconnaissance des services que vous avez rendus au pays. La situation actuelle exige de poursuivre, avec la même détermination et le même courage, votre lutte pleine de bravoure »,.
Cette biographie posthume est une compilation de ses mémoires réalisée plusieurs années après sa mort par son neveu Tamding Tsepel Andrugtsang. L'anglais en fut corrigé par  Dhondup Tsering et Lodi Gyari qui convainquirent le gouvernement tibétain en exil de la publier en 1973.

## L'opération ST Circus
Selon des documents du renseignement américain rendus publics,, la CIA a formé et armé secrètement des soldats tibétains à la guérilla pour organiser des rébellions au Tibet avant le soulèvement et dans les années qui suivirent. De 1959 à 1964, les guerilléros tibétains furent entraînés en secret au Camp Hale. Selon un mémoire écrit par de hauts responsables stratégiques américains : 
« L'objet de ce programme… est de garder en vie le concept d'un Tibet autonome, au Tibet comme dans les pays étrangers, principalement en Inde, et de construire un mouvement de résistance contre des développements politiques possibles à l'intérieur de la Chine communiste » .
Le programme d'entraînement, qui avait pour nom de code ST Circus, était semblable à celui des dissidents cubains en vue du Débarquement de la baie des Cochons. En tout, environ 259 Tibétains passèrent par le Camp Hale. Certains furent parachutés au Tibet pour rejoindre les groupes de résistance locaux (la plupart périrent), d'autres y furent envoyés par voie terrestre pour des missions de recueil de renseignements ; d'autres encore contribuèrent à la mise sur pied de la guerilla opérant depuis la vallée de Mustang dans le nord du Népal.
Le responsable de la CIA, Bruce Walker, qui supervisa les opérations menées par des agents tibétains formés par l'Agence, fut troublé par l'hostilité manifestée par les Tibétains de l'intérieur envers ses agents : « Les équipes radio rencontraient une très forte résistance de la part de la population à l'intérieur du Tibet », reconnaît-il. De fait, de 1957 à 1972, les agents tibétains formés aux États-Unis mêmes et parachutés ensuite au Tibet pour y susciter des révoltes, tombaient rapidement entre les mains l'Armée populaire de libération, n'ayant guère le soutien de leurs compatriotes. Au cours d'un incident, un agent fut dénoncé sur le champ par son propre frère et arrêté avec les trois autres membres de son équipe. Loin d'être maltraités, ils eurent droit à un mois de séances de propagande avant d'être raccompagnés à la frontière indienne et relâchés.

## Décès
Tashi Gompo est mort de ses blessures en septembre 1964 à Darjeeling.

## Autobiographie
- Four rivers, six ranges, reminiscences of the resistance movement in Tibet, Gompo Tashi Andrugtsang, 1973, Information and Publicity Office of H.H. the Dalai Lama (Dharamsala)

## Source
- Institut de Stratégie Comparée, Commission Française d'Histoire Militaire, Institut d'Histoire des Conflits Contemporains
- Michael Harris Goodman (trad. de l'anglais), Le Dernier Dalaï-Lama ? : biographie et témoignages, Vernègues, Claire Lumière, 1993, 330 p. (ISBN 2-905998-26-1)
- Carole McGranahan, Tibet’s Cold War. The CIA and the Chushi Gangdrug Resistance, 1956–1974, in Journal of Cold War Studies, Vol. 8, No. 3, Summer 2006, p. 102–130